# Tarantella (Band)
Tarantella ist eine Musikgruppe aus Denver, Colorado, die ca. 2000 von Sängerin Kal Cahoone und Multiinstrumentalist John Rumley ins Leben gerufen wurde.

## Geschichte
Beide Gründungsmitglieder sind in Denver aufgewachsen und haben eine klassische Musikausbildung genossen. Cahoone, die zunächst Klavierunterricht hatte, zog nach ihrem Studium der spanischen Sprache nach Südamerika und verbrachte einige Jahre in Chile und Argentinien, wo sie zusammen mit dem Komponisten Christian Basso ihre ersten Aufnahmen hatte. Zurück in Denver gründete sie zusammen mit dem Gitarristen und Multiinstrumentalisten Rumley die Band Tarantella. Rumley betreibt hauptberuflich eine Gitarrenwerkstatt und arbeitete als Musiker bereits mit den Bands The Hush und Slim Cessna's Auto Club. Der Bandname Tarantella leitet sich von dem in der italienischen Renaissance aufgekommenen Tanz gleichen Namens ab, der hauptsächlich in Sizilien als Heilungsritual gegen die Wirkung von Spinnenbissen aufgeführt wird. Einige der Songs der Band stehen auch musikalisch in dieser Tradition.

## Stil
Ihr erstes Album Esquéletos erschien 2005 bei Alternative Tentacles, dem Label des ehemaligen Dead-Kennedys-Frontmannes Jello Biafra. Cahoone übernahm die meisten Gesangsparts und spielte Akkordeon, Rumley steuerte Backing Vocals bei und spielte Gitarre, Banjo und Keyboard. An den Aufnahmen waren ferner Daniel Jon Grandbois (Bass, Backing Vocals), Chad E. Johnson (Schlagzeug), Bob Ferbrache (Gitarre, Keyboard), Kelly O’Dea (Violine) und Ordy Garrison (zweites Schlagzeug) beteiligt, die alle bereits einen Namen in der lokalen Musikszene hatten.
Tarantella kombinieren Einflüsse der Country-Musik mit europäischer und lateinamerikanischer Folklore und werden deshalb auch mit dem Genrebegriff „Tex-Mex“ in Verbindung gebracht. Stilprägend sind Banjo und Akkordeon, Instrumente wie die Maultrommel erinnern an die Filmmusik zu Italo-Western, die Cahoone und Rumly schätzen. Auf dem Album wechseln sich Balladen mit tanzbaren Stücken ab, deren Rhythmen zum Teil auf Polka und Sirtaki zurückgehen. Die in Englisch und Spanisch gesungenen Texte behandeln meist Motive populärer Liebeslyrik, die Songs haben einen tragischen, aber auch einen schwarzhumorigen Charakter. Im Bezug auf den Gesang wurden Vergleiche zu PJ Harvey und Siouxsie Sioux gezogen.

## Weitere Aktivitäten
Die Band ist Teil eines szeneartigen Netzwerks von Gruppen aus dem Großraum Denver, die sich gegenseitig bei ihren Aufnahmen und Auftritten unterstützen. So wirkten Mitglieder von Tarantella beispielsweise schon bei Sixteen Horsepower, Woven Hand, The Denver Gentlemen, Jay Munly und Lilium mit. Cahoone plant ihr erstes Soloalbum für Ende 2009.

## Zitate
- „If David Lynch ever films a Western, the soundtrack is right here.“ – SepiaChord
- „Tarantella's exceptional debut, Esquéletos ... an intoxicating blend of ancient European folk ballads and accordion-driven spaghetti-Western cabaret.“ – Westword